# Egentlige frøer
 For alternative betydninger, se Frø. (Se også artikler, som begynder med Frø)
De egentlige frøer (Ranidae), også kaldet ægte frøer, er en familie af springpadder, der er udbredt over hele Jorden. De har glat og fugtig hud, lange ben med veludviklet svømmehud, runde pupiller, tænder i overkæben og en lang tunge, der kan strækkes ud. I Europa findes cirka 10 arter, hvoraf 5 findes i Danmark.

## Klassifikation

### Danske arter
De fleste af de fem danske arter findes over hele landet, men nogle er kun almindelige på Øerne og i det sydøstlige Jylland.
- Grøn frø (Pelophylax esculentus)
- Latterfrø (Pelophylax ridibundus)
- Butsnudet frø (Rana temporaria)
- Spidssnudet frø (Rana arvalis)
- Springfrø (Rana dalmatina)

### Andre arter
- Amerikansk oksefrø (Rana catesbeiana)
- Kortbenet grøn frø (Pelophylax lessonae)

### Slægter
Slægter i familien af egentlige frøer (Ranidae):
- Afrana Dubois, 1992
- Amietia Dubois, 1987
- Amnirana Dubois, 1992
- Amolops Cope, 1865
- Anhydrophryne Hewitt, 1919
- Arthroleptella Hewitt, 1926
- Arthroleptides Nieden, 1911
- Aubria Boulenger, 1917
- Batrachylodes Boulenger, 1887
- Cacosternum Boulenger, 1887
- Ceratobatrachus Boulenger, 1884
- Chaparana Bourret, 1939
- Conraua Nieden, 1908
- Dimorphognathus Boulenger, 1906
- Discodeles Boulenger, 1918
- Ericabatrachus Largen, 1991
- Euphlyctis Fitzinger, 1843
- Fejervarya Bolkay, 1915
- Hildebrandtia Nieden, 1907
- Hoplobatrachus Peters, 1863
- Huia Yang, 1991
- Indirana Laurent, 1986
- Ingerana Dubois, 1987
- Lankanectes Dubois & Ohler, 2001
- Lanzarana Clarke, 1982
- Limnonectes Fitzinger, 1843
- Meristogenys Yang, 1991
- Micrixalus Boulenger, 1888
- Microbatrachella Hewitt, 1926
- Minervarya Dubois, Ohler & Biju, 2001
- Nannophrys Günther, 1869
- Nanorana Günther, 1896
- Natalobatrachus Hewitt and Methuen, 1912
- Nothophryne Poynton, 1963
- Nyctibatrachus Boulenger, 1882
- Occidozyga Kuhl & Hasselt, 1822
- Paa Dubois, 1975
- Palmatorappia Ahl, 1927
- Petropedetes Reichenow, 1874
- Phrynobatrachus Günther, 1862
- Phrynodon Parker, 1935
- Platymantis Günther, 1858
- Pseudoamolops Jiang, Fei, Ye, Zeng, Zhen, Xie & Chen, 1997
- Poyntonia Channing and Boycott, 1989
- Pterorana Kiyasetuo & Khare, 1986
- Ptychadena Boulenger, 1917
- Pyxicephalus Tschudi, 1838
- Rana Linnaeus, 1758
- Sphaerotheca Günther, 1859
- Staurois Cope, 1865
- Strongylopus Tschudi, 1838
- Tomopterna Duméril & Bibron, 1841

### Ukendt indplacering
- Sporefrø